# 4234 Evtushenko
4234 Evtushenko је астероид чија средња удаљеност од Сунца износи 3,201 астрономских јединица (АЈ).
Апсолутна магнитуда астероида је 12,4.